# 拉里·德鲁
拉里·唐奈·德魯（英語：Larry Donnell Drew，1958年4月2日—），美国NBA联盟前职业篮球运动员。他在1980年的NBA选秀中第1轮第17顺位被底特律活塞选中。
從密蘇里大學的控球後衛，德魯打在10個NBA賽季，他效力於底特律活塞，堪薩斯城國王，洛杉磯快船和洛杉磯湖人在1988-89賽季，德魯在意大利打聯賽與斯卡沃利尼。德魯在他的NBA生涯中，打714場比賽，一共打進了8,110點。他作為一個專業的最好的一年是在1982-83賽季作為國王隊的一員，出現在75場比賽中，平均每場比賽得到20.1分，8.1次助攻和1.7次搶斷。
德魯曾擔任洛杉磯湖人、底特律活塞、華盛頓奇才、新澤西網、亞特蘭大老鷹隊的助理教練，隔年成為了亞特蘭大老鷹隊的主教練，在2010-2011至2012-2013賽季他的合同到期後，老鷹隊聘請Budenholzer的更換德魯。
在2013年5月31日，德魯被聘請了公鹿隊新任主教練。據NBA記者Dave McMenamin報道，騎士宣布Tyronn Lue將暫時離開球隊，首席助教Larry Drew將接管臨時主教練一職。11月5日，德鲁被任命为Lue的永久替代者。
騎士跟總教練德鲁分道揚鑣。

## 主教练战绩
| 隊伍 | 年份    | 常規賽 | 常規賽 | 常規賽 | 常規賽 | 常規賽         | 季後賽     |
| 隊伍 | 年份    | 比賽   | 勝     | 負     | 勝率   | 排名           | 季後賽     |
| ---- | ------- | ------ | ------ | ------ | ------ | -------------- | ---------- |
| ATL  | 2010-11 | 82     | 44     | 38     | .537   | 東南賽區第三名 | 第二輪失利 |
| ATL  | 2011-12 | 66     | 40     | 26     | .606   | 東南賽區第二名 | 第一輪失利 |
| ATL  | 2012-13 | 82     | 44     | 38     | .537   | 東南賽區第二名 | 第一輪失利 |
| MIL  | 2013-14 | 82     | 15     | 67     | .183   | 中央賽區第五名 | 未進入     |
| CLE  | 2018-19 | 76     | 19     | 57     | .250   | 中央賽區第五名 | 未進入     |
| 總計 | 總計    | 388    | 162    | 226    | .418   |                |            |